# ジョエル・スタンフェルド
ジョエル・スタンフェルド（Joel Sternfeld、1944年6月30日 - ）は、アメリカ美術のカラーの写真家である。彼は、米国の大判ドキュメンタリー写真で有名であり、カラー写真を尊敬される芸術的媒体として確立するのに貢献した。

## 生活と仕事
スタンフェルド はダートマス カレッジで学士号を取得し、ニューヨークのサラ・ローレンス大学で写真を教えている。ヨハネス・イッテン、ヨーゼフ・アルバースの色彩理論を学び、1970年よりカラー写真を撮り始めた。カラー写真は彼の重要な要素である。
American Prospects (1987) は スタンフェルドの最も有名な本であり、人間によって改変された米国の風景の皮肉が示されている。この本を作るために、スタンフェルドは失敗した町や不毛に見える風景など、ありふれたものを撮影した。
On This Site: Landscape in Memoriam (1997) は、アメリカにおける暴力についてである。スタンフェルドは、最近起こった悲劇の現場を撮影した。各写真の横には、その場所で起こった出来事についての文がある。
1991年から1994年にかけて、スタンフェルドはメリンダ・ハントと協力してハート島にあるニューヨーク市の公営墓地を記録し、本「ハート島」（1998年）を出版した。
スタンフェルドはまた、アメリカの社会階級とステレオタイプ（Stranger Passing (2001)）、放棄されたニューヨークの高架鉄道（Walking the High Line (2002)）、Sweet Earth: Experimental Utopias in America (2006) に関する本を出版している。
When It Changed (2007) には、モントリオールで開催された2005年の国連気候変動会議で地球温暖化について議論する代表者のクローズアップ ポートレートが含まれている。

## 展示会
- 1977: Rencontres d'Arles、アルル、フランス[要出典][要出典]
- 2011: Joel Sternfeld – Farbfotografien seit 1970, Museum Folkwang、エッセン、ドイツ[7]
- 2011–2012: Joel Sternfeld – Color Photographs since 1970, Foam Fotografiemuseum、アムステルダム、オランダ[8]
- 2012: Joel Sternfeld – Farbfotografien seit 1970, Albertina、ウィーン、オーストリア[9]

## 賞
- 1978–1982: グッゲンハイム フェローシップ[要出典][引用が必要]
- 1985年: 東川賞、日本[要出典][引用が必要]
- 1980: 国立芸術基金フェローシップ[要出典][引用が必要]
- 1990–91: ローマ賞[要出典][引用が必要]
- 2004: Citigroup Photography Prize 、 The Photographers' Galleryと共同で、ロンドン[要出典][引用が必要]
- 2013: モンゴメリー フェローシップ、ダートマス カレッジ[要出典][引用が必要]
- 2017: 王立写真協会、バース、英国の名誉フェローシップ[要出典][引用が必要]

## 出版物
- - Campagna Romana: The Countryside of Ancient Rome. New York, NY: Alfred A. Knopf, 1992. ISBN 978-0-67941-578-7.
  - Hart Island. Zurich, Berlin, New York: Scalo, 1998. ISBN 978-3-931141-90-5. Includes a text by Melinda Hunt.
  - Treading on Kings. Göttingen: Steidl, 2003. ISBN 978-3-88243-837-6.
  - When It Changed. Göttingen: Steidl, 2008. ISBN 978-3-8652-1-278-8.
  - Sweet Earth-Experimental Utopias in America. Göttingen: Steidl, 2008. ISBN 978-3-86521-124-8.
  - Oxbow Archive. Göttingen: Steidl, 2008. ISBN 978-3-86521-786-8.
  - iDubai. Göttingen: Steidl, 2010. ISBN 978-3-86521-916-9.
  - First Pictures. Göttingen: Steidl, 2011. ISBN 978-3-86930-309-3.
  - Walking the High Line. Göttingen: Steidl, 2012. ISBN 978-3-86521-982-4.
  - On This Site: Landscape in Memorian. Göttingen: Steidl, 2012. ISBN 978-3-86930-434-2.
  - Stranger Passing. Göttingen: Steidl, 2012. ISBN 978-3-86930-499-1.
  - American Prospects. New York, NY: Distributed Art Publishers / Göttingen: Steidl, 2012. ISBN 978-3-88243-915-1.
  - Rome After Rome. Göttingen: Steidl, 2018. ISBN 3958292631
  - Landscape as Longing: Queens, New York. Göttingen: Steidl, 2017. ISBN 3958290329.
  - Our Loss. Göttingen: Steidl, 2019. ISBN 978-3-95829-658-9.

## コレクション
スタンフェルドの作品は、次の美術館に所蔵されている。
- ニューヨーク近代美術館：61点（2019年6月現在） [10]